# Liste des volcans du Mexique
Cet article recense les volcans du Mexique.

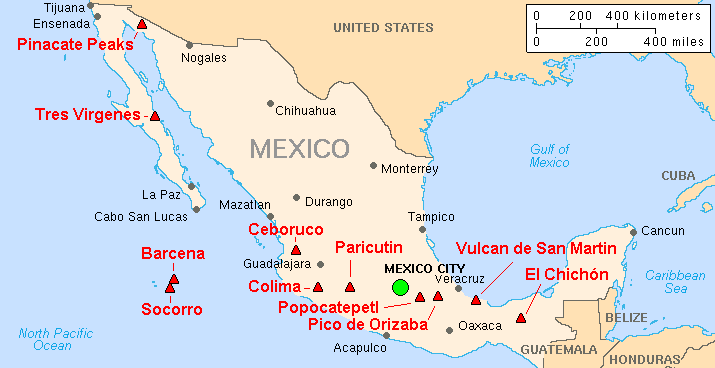
Volcans du Mexique

| Nom                                           | Numéro    | Altitude | Localisation                                        | Type                               | Dernière éruption ou période d'activité |
| --------------------------------------------- | --------- | -------- | --------------------------------------------------- | ---------------------------------- | --------------------------------------- |
| Cerro Prieto                                  | 1401-00-  | 223 m    | 32° 25′ 06″ N, 115° 18′ 18″ O                       | Dôme de lave                       | Holocène ?                              |
| Pinacate                                      | 1401-001  | 1 200 m  | 31° 46′ 21″ N, 113° 29′ 54″ O                       | Champ volcanique, cônes de scories | Holocène                                |
| San Quintin                                   | 1401-002  | 260 m    | 30° 28′ 04″ N, 115° 59′ 47″ O                       | Champ volcanique, cônes de scories | Holocène ?                              |
| Isla San Luis                                 | 1401-003  | 180 m    | 29° 58′ N, 114° 24′ O                               | Cônes pyroclastiques               | Holocène                                |
| Jaraguay                                      | 1401-004  | 960 m    | 29° 20′ N, 114° 30′ O                               | Champ volcanique, cônes de scories | Holocène                                |
| Coronado                                      | 1401-005  | 440 m    | 29° 05′ 00″ N, 113° 30′ 48″ O                       | Stratovolcan                       | Activité fumerollienne                  |
| Guadalupe                                     | 1401-006  | 1 100 m  | 29° 04′ N, 118° 17′ O                               | Volcan bouclier                    | Holocène                                |
| San Borja ou El Rosarito                      | 1401-007  | 1 360 m  | 28° 30′ N, 113° 45′ O                               | Champ volcanique, cônes de scories | Holocène                                |
| Sans nom                                      | 1401-008  |          | 28° N, 115° O                                       | Volcan sous-marin ?                | 20 juillet 1953 origine incertaine      |
| El Aguajito ou Santa Ana                      | 1401 008B | 1 300 m  | 27° 36′ N, 112° 32′ O                               | Caldeira                           | Pléistocène, activité thermale          |
| Tres Vírgenes                                 | 1401-01=  | 1 940 m  | 27° 28′ 11″ N, 112° 35′ 28″ O                       | Stratovolcans                      | Holocène ?                              |
| Isla Tortuga                                  | 1401-011  | 210 m    | 27° 26′ N, 111° 53′ O                               | Volcan bouclier                    | Holocène                                |
| Punta Púlpito                                 | 1401 011A |          | 26° 31′ 00″ N, 111° 28′ 30″ O                       | Dôme de lave                       | Pléistocène, activité fumerollienne     |
| Comondú - La Purísima                         | 1401-012  | 780 m    | 26° 00′ N, 111° 55′ O                               | Champ volcanique                   | Holocène ?                              |
| Bárcena                                       | 1401-02=  | 332 m    | 19° 18′ N, 110° 49′ O Îles Revillagigedo            | Cônes de scories                   | 1952-1953                               |
| Socorro                                       | 1401-021  | 1 050 m  | 18° 47′ N, 110° 57′ O Îles Revillagigedo            | Volcan bouclier                    | 1993-1994                               |
| Durango                                       | 1401-022  | 2 075 m  | 24° 09′ N, 104° 27′ O                               | Champ volcanique, cônes de scories | Holocène                                |
| Sangangüey                                    | 1401-023  | 2 340 m  | 21° 27′ N, 104° 44′ O                               | Stratovolcan                       | Holocène                                |
| Ceboruco                                      | 1401-03=  | 2 280 m  | 21° 07′ 30″ N, 104° 30′ 30″ O                       | Stratovolcan                       | 1870-1875                               |
| Mascota                                       | 1401-031  | 2 560 m  | 20° 37′ N, 104° 50′ O                               | Champ volcanique, cônes de scories | Holocène                                |
| Sierra La Primavera                           | 1401 031E | 2 270 m  | 20° 37′ N, 103° 31′ O                               | Caldeira                           | Pléistocène, activité thermale          |
| Fuego de Colima                               | 1401-04=  | 3 850 m  | 19° 30′ 50″ N, 103° 37′ 00″ O                       | Stratovolcans                      | En cours (2010)                         |
| Michoacán-Guanajuato dont Paricutín & Jorullo | 1401-06=  | 3 860 m  | 19° 51′ N, 101° 45′ O                               | Champ volcanique, cônes de scories | 1943-1952 (Parícutin)                   |
| Los Azufres                                   | 140106=A  | 3 400 m  | 19° 51′ N, 100° 38′ O                               | Caldeira, dômes de lave            | Pléistocène, activité fumerollienne     |
| Zitácuaro - Valle de Bravo                    | 1401-061  | 3 500 m  | 19° 24′ N, 100° 15′ O                               | Caldeira                           |                                         |
| Jocotitlán                                    | 1401-062  | 3 900 m  | 19° 44′ 00″ N, 99° 45′ 30″ O                        | Stratovolcan                       | Vers 1270                               |
| Nevado de Toluca ou Xinantécatl               | 1401-07-  | 4 680 m  | 19° 06′ 03″ N, 99° 45′ 30″ O                        | Stratovolcan                       | 3 300 ans BP                            |
| Chichinautzin                                 | 1401-08=  | 3 930 m  | 19° 05′ N, 99° 08′ O                                | Champ volcanique                   | 1 700 ans BP                            |
| Papayo                                        | 1401-081  | 3 600 m  | 19° 18′ 30″ N, 98° 42′ 00″ O                        | Dôme de lave                       | Holocène                                |
| Iztaccíhuatl                                  | 1401-082  | 5 230 m  | 19° 10′ 44″ N, 98° 38′ 30″ O                        | Stratovolcan                       | Holocène                                |
| Popocatépetl                                  | 1401-09=  | 5 426 m  | 19° 01′ 24″ N, 98° 37′ 20″ O                        | Stratovolcan                       | En cours (2010)                         |
| La Malinche                                   | 1401-091  | 4 461 m  | 19° 13′ 51″ N, 98° 01′ 55″ O                        | Stratovolcan                       | 3 000 ans BP                            |
| Serdán-Oriental                               | 1401-092  | 3 485 m  | 19° 16′ N, 97° 28′ O                                | Cônes pyroclastiques               | Holocène                                |
| Los Humeros                                   | 1401-093  | 3 150 m  | 19° 41′ N, 97° 27′ O                                | Caldeiras                          | Holocène ?                              |
| Los Atlixcos ou Cerro el Abra                 | 1401-094  | 800 m    | 19° 48′ 32″ N, 96° 31′ 35″ O                        | Volcan bouclier                    | Holocène                                |
| Naolinco                                      | 1401-095  | 2 000 m  | 19° 40′ N, 96° 45′ O Veracruz                       | Cônes pyroclastiques               | 3 000 ans BP                            |
| Cofre de Perote                               | 1401-096  | 4 282 m  | 19° 29′ 30″ N, 97° 09′ 00″ O                        | Volcans boucliers                  | 900 ans BP                              |
| La Gloria                                     | 1401-097  | 3 500 m  | 19° 20′ N, 97° 15′ O                                | Champ volcanique                   | Holocène                                |
| Las Cumbres                                   | 1401-098  | 3 940 m  | 19° 09′ N, 97° 16′ O                                | Stratovolcan                       | 5 900 ans BP                            |
| Pic d'Orizaba ou Citlaltépetl                 | 1401-10=  | 5 675 m  | 19° 01′ 48″ N, 97° 16′ 05″ O                        | Stratovolcan                       | 1846                                    |
| San Martín Tuxtla                             | 1401-11=  | 1 650 m  | 18° 34′ N, 95° 12′ O Golfe du Mexique               | Volcan bouclier                    | 1796                                    |
| El Chichón                                    | 1401-12=  | 1 150 m  | 17° 21′ 36″ N, 93° 13′ 40″ O Chiapas                | Dômes de lave, lac acide           | 1982                                    |
| Tacaná                                        | 1401-13=  | 4 060 m  | 15° 07′ 48″ N, 92° 06′ 45″ O frontière du Guatemala | Stratovolcan                       | 1986                                    |
| Mont Tláloc                                   |           | 3 690 m  | 19° 24′ 46″ N, 98° 42′ 44″ O                        | Volcan bouclier                    | 4250 av. J.-C. ± 75 ans                 |